# X-15 (Buck Danny)
Pour les articles homonymes, voir X15.
X-15 est la trente-et-unième histoire de la série Les Aventures de Buck Danny de Jean-Michel Charlier et Victor Hubinon. Elle est publiée pour la première fois dans le journal Spirou du no 1320 au no 1342. Puis est publiée sous forme d'album en 1965.

## Résumé
À peine revenus de Saint-Domingue, où Danny, Tumbler et Tuckson ont réussi in extremis à empêcher le détournement d'une capsule spatiale du Programme Mercury, les voilà convoqués au Pentagone ! 
En effet le Haut-Commandement de la Navy et de la NASA leur propose d'intégrer l'équipe des pilotes d'essai du North American X-15. En vue de préparer de futurs vols spatiaux, l'appareil est capable de dépasser la vitesse de Mach 6 et de voler jusqu'à la Mésosphère, soit à une altitude supérieure à cent kilomètres.
Les trois héros, n'écoutant que leur passion pour les missions risquées, acceptent avec enthousiasme la proposition qui leur est faite.
Après un contrôle rigoureux de leurs aptitudes (physique, physiologique…) au Centre de perfectionnement de l'aéronavale, ils rejoignent bientôt Edwards Air Force Base, base aérienne d'essais en vol, située en plein désert de Mojave, aux confins de la Californie…
Les essais du X-15 vont alors être perturbés par un accident tragique du X-15 "66672", causant la mort de leur mentor/moniteur, le major Bob Light. Cet accident faisant suite à une série d'incidents graves inexpliqués, le programme X-15 risque d'être définitivement arrêté.
Refusant de se plier à un tel sort funeste, Buck Danny obtient de poursuivre les essais, avant que le Pentagone ne fasse parvenir l'ordre d'interdiction des vols. Aux commandes de l'appareil "66671", le héros manquera de peu d'être à son tour victime d'un accident similaire à celui du "66672".
Il s'avérera finalement que cet accident (évité), tout comme le précédent (réussi), ainsi que les incidents antérieurs, ont résulté de sabotages, planifiés par une organisation criminelle à la solde d'une puissance ennemie, visant à faire condamner le programme "X-15".

## Contexte historique
Le North American X-15 était un avion fusée hypersonique expérimental de vol suborbital américain, construit dans le cadre d'un programme de recherche sur les vols à très haute vitesse et très haute altitude. De 1960 à 1968, les trois exemplaires construits ont effectué environ 200 vols d'essais pour le compte de la NASA et de l'US Air Force, pulvérisant tous les records de vitesse et d'altitude détenus par un aéronef piloté à aile fixe.
Le X-15 a établi des records définitifs de 7 272,68 km/h pour la vitesse (le 3 octobre 1967) et de 107,96 km pour l'altitude (le 23 août 1963).

## Personnages
Outre les protagonistes habituels, apparaissent :

### Dans le camp du bien
- Vice-amiral Raborn : chef des recherches spatiales de la Navy
- Major General Demler, USAF, responsable des recherches de l'US Air Force
- Docteur Dryden : chercheur à la N.A.S.A.
- Vice-amiral Stephens, commandant le Naval Air Center (sélection pour les astronautes)
- Médecin lieutenant J.G. Webb
- Général Hardwell, commandant la base aérienne d'Edwards
- Major (USAF) Bob Light, pilote et instructeur sur X-15
- Major (USAF) Chuck Arnold, pilote, et commandant de bord du NB-52B porteur du X-15
- Major Dudley, officier de presse de la base d'Edwards
- Sheila Light, épouse de Bob

### Dans le camp du mal
- Ted__, principal agent local de l'organisation criminelle visant à nuire au programme X-15
- Karl Torpe et Walter Libmann : agents d'exécution de l'organisation et faux journalistes photographes
- Miss Pat Roy, complice (malgré elle) de l'organisation ; aviatrice, recordwoman de vitesse sur jet (ou Jet) ; situation ressemblant à celle de Lady X mais, à la différence de cette dernière (criminelle délibérée) contrainte à la trahison par chantage (aucun détail n'est fourni sur les raisons de ce chantage, sinon par le moyen de la "détention de documents accablants sur son compte", par le boss de l'organisation - planche X-15.35.B, case D4)